# Municipio de Mann
El municipio de Mann (en inglés: Mann Township) es un municipio ubicado en el condado de Bedford en el estado estadounidense de Pensilvania. En el año 2000 tenía una población de 481 habitantes y una densidad poblacional de 5.2 personas por km².

## Geografía
El municipio de Mann se encuentra ubicado en las coordenadas 39°47′30″N 78°23′29″O / 39.79167, -78.39139.

## Demografía
Según la Oficina del Censo en 2000 los ingresos medios por hogar en la localidad eran de $28,929 y los ingresos medios por familia eran $33,077. Los hombres tenían unos ingresos medios de $26,339 frente a los $17,813 para las mujeres. La renta per cápita para la localidad era de $13,893. Alrededor del 14,9% de la población estaban por debajo del umbral de pobreza.